# TUI

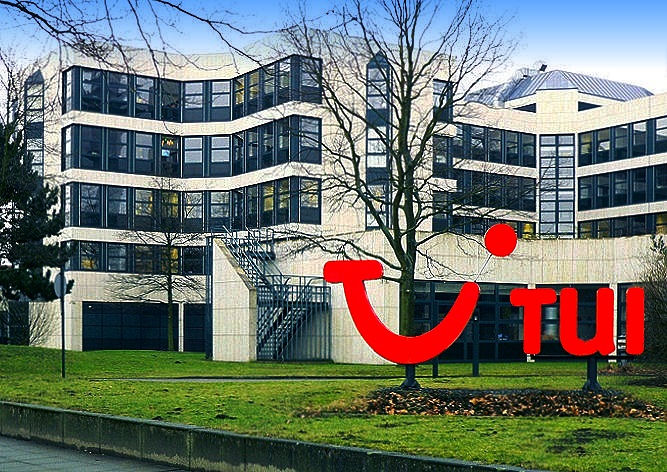
Siedziba TUI AG w Hanowerze

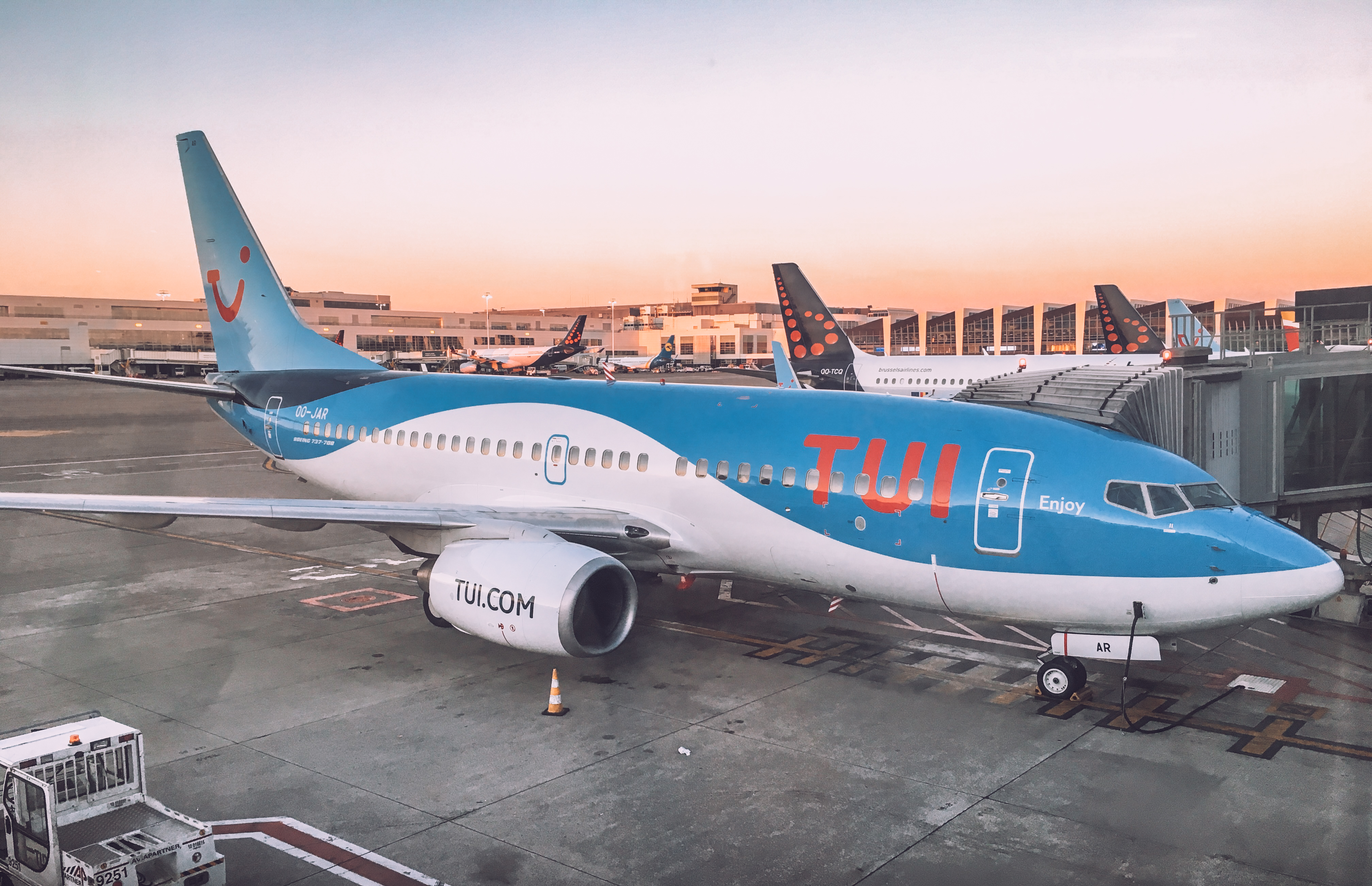
Boeing 737-700 należący do TUI Belgium

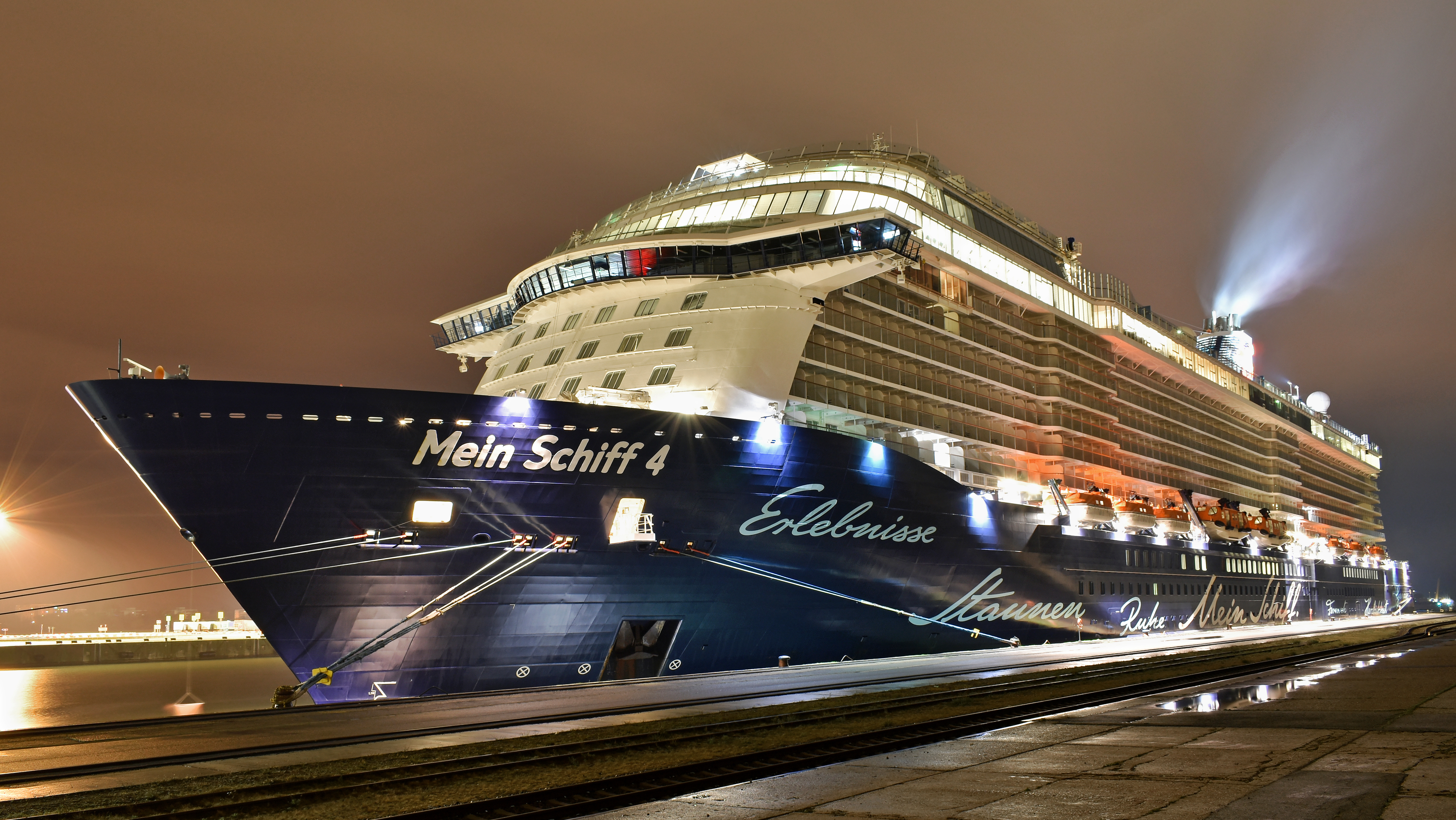
Statek wycieczkowy „Mein Schiff 4” firmy wycieczkowej TUI Cruises

TUI AG (od niem. Touristik Union International) – największy na świecie, niemiecki koncern turystyczny z siedzibą w Hanowerze i Berlinie.
Jego akcje notowane są na London Stock Exchange (Londyn), na BÖAG Börsen (w Hanowerze i Hamburgu) oraz Börse Frankfurt (Frankfurt nad Menem).

## Historia
Początki przedsiębiorstwa są związane z założonym w 1923 roku Preussische Bergwerks- und Hütten-Aktiengesellschaft – górniczo-hutniczym pruskim przedsiębiorstwem państwowym. W 1964 roku nazwa przedsiębiorstwa została zmieniona na Preussag AG. W okresie powojennym działalność przedsiębiorstwa ewoluowała; trzecim filarem funkcjonowania – poza wydobyciem i przetwórstwem – stał się transport towarów.
W 1997 roku – poprzez sprzedaż Salzgitter AG oraz nabycie Hapag-Lloyd (przedsiębiorstwa logistycznego specjalizującego się w transporcie morskim) – działalność Preussag AG zaczęła ewoluować w zupełnie innym kierunku – w krótkim czasie przedsiębiorstwo stało się poważnym graczem na europejskim rynku turystycznym. W 1998 roku dokonało zbycia swojej kluczowej spółki Preussag Stahl AG na rzecz Dolnej Saksonii oraz banku Norddeutsche Landesbank (Nord/LB). W 2000 roku przejęło brytyjską Thomson Travel Group, stając się bardzo szybko jednym z największych przedsiębiorstw turystycznych na świecie. 1 lipca 2002 roku walne zgromadzenie akcjonariuszy przedsiębiorstwa podjęło uchwałę o zmianie nazwy z Preussag AG na TUI AG.
3 września 2007 roku TUI AG przejęła brytyjską First Choice Holidays PLC (założone w 1973 roku przedsiębiorstwo, będące jednym z największych organizatorów wycieczek w Europie), tworząc TUI Travel PLC, notowaną na giełdzie w Londynie. Głównym udziałowcem nowo powstałego przedsiębiorstwa (54% udziałów) było TUI AG. Od tego czasu TUI AG i TUI Travel PLC blisko współpracowały. Ocenia się, że powstanie TUI Group było naturalną koleją rzeczy. 17 grudnia 2014 roku nastąpiło połączenie obu spółek. Wartość fuzji wyniosła 6,5 mld euro. W jej wyniku powstało największe przedsiębiorstwo turystyczne na świecie, o przychodach 20 mld euro rocznie (w roku finansowym 2014/2015).
8 czerwca 2020, jako jedno z następstw kryzysu spowodowanego pandemią koronawirusa, koncern nawiązał partnerstwo strategiczne z portalem Booking.com należącym do Booking Holdings.
Na początku 2021 r. Komisja Europejska zatwierdziła niemieckie plany wniesienia wkładu 1,25 mld Euro w ramach dokapitalizowania TUI AG (TUI).

## Działalność
Do TUI należy m.in.:
- ok. 1800 biur podróży[8]
- 6 linii lotniczych: TUIfly, TUI Airways, TUI fly Nordic, TUI fly Belgium, Corsair, TUI Airlines Nederland (136 samolotów)[8]
- ok. 300 hoteli w 24 państwach, dysponujących 210 tys. łóżek (RIU, Robinson Club(inne języki), TUI BLUE, TUI MAGIC LIFE, Sensimar, Sensatori, Family Life; joint venture: aQi, Atlantica, Barut, Dorfhotel, Gran Resort, Grupotel, Iberotel, Jaz, Karisma, Nordotel, Sol Y Mar, Toskana Resort, Castelfalfi, TT Hotels)[8][16]
- 13 statków pasażerskich (wycieczkowców), wchodzących w skład floty podmiotów zależnych grupy: Hapag-Lloyd Cruises(inne języki), Thomson Cruises(inne języki) oraz TUI Cruises(inne języki) (ostatni podmiot stanowi joint venture TUI AG i Royal Caribbean Cruises Ltd. – po 50%)[17][18]

### Oddział w Polsce
W Polsce do TUI należy TUI Centrum Podróży i sieć TUI Family (dawniej sieć Scan Holiday).
TUI jest największym biurem podróży w Polsce. W 2021 r. osiągnęło 1,9 miliarda przychodów na polski rynku.

## Akcjonariat
| Udziałowiec                                             | Udział |
| ------------------------------------------------------- | ------ |
| Inwestorzy prywatni                                     | 37,6%  |
| Inwestorzy instytucjonalni                              | 29,2%  |
| Aleksiej Mordaszow (S-Group Capital Management Limited) | 27,2%  |
| Severgroup LLC                                          | 3,8%   |
| RIU (rodzina Riu Güell)                                 | 2,2%   |

Głównym akcjonariuszem TUI jest Aleksiej Mordaszow, który od 15 lat posiada 1/3 akcji TUI i kontroluje tę spółkę. Rosyjski oligarcha został objęty sankcjami w związku z napaścią Rosji na Ukrainę zarówno przez Unię Europejską, jak i USA
W marcu 2022 roku Mordaszow złożył rezygnację z zasiadania w radzie nadzorczej TUI AG.

## Sponsoring
Przedsiębiorstwo jest zaangażowane w sponsoring sportu w Hanowerze. Jest głównym sponsorem klubu piłkarskiego Hannover 96. Dodatkowo wykupiło prawa do nazwy lodowiska klubu hokejowego Hannover Scorpions (TUI Arena).

## Fotogaleria

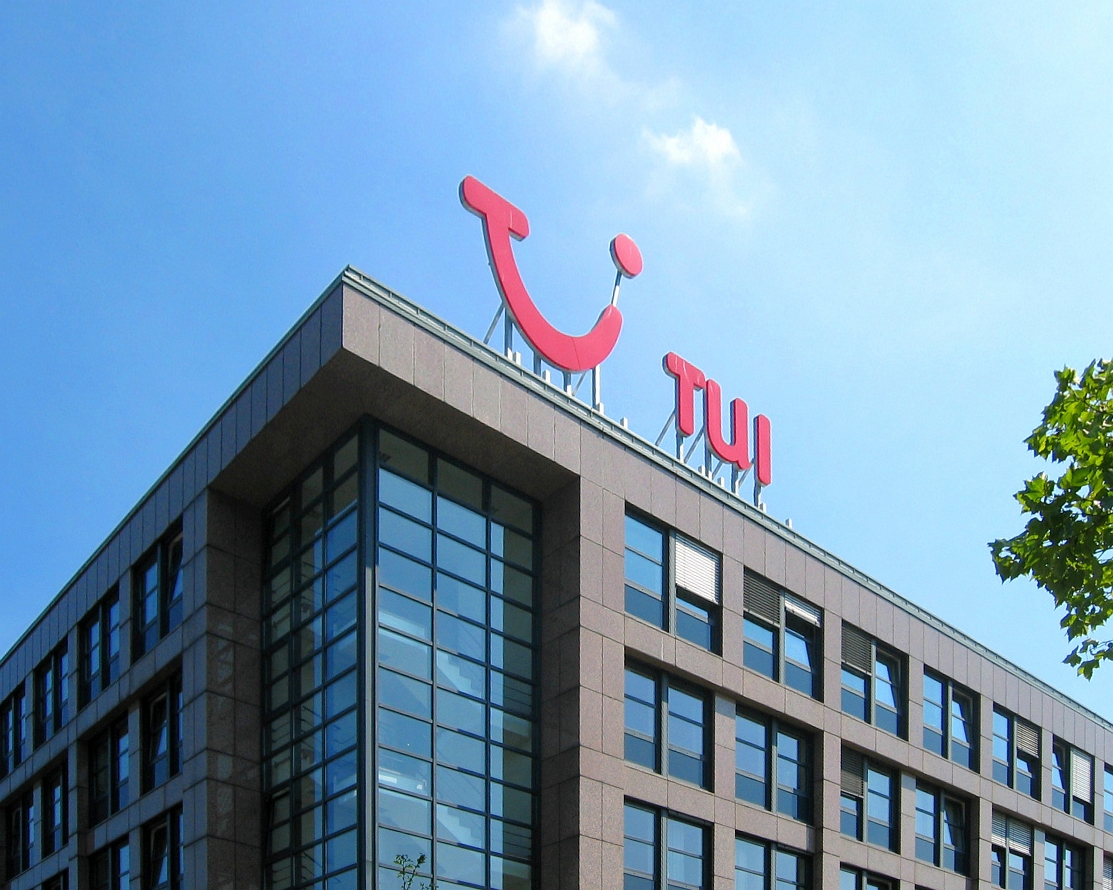
Siedziba TUI w Hanowerze
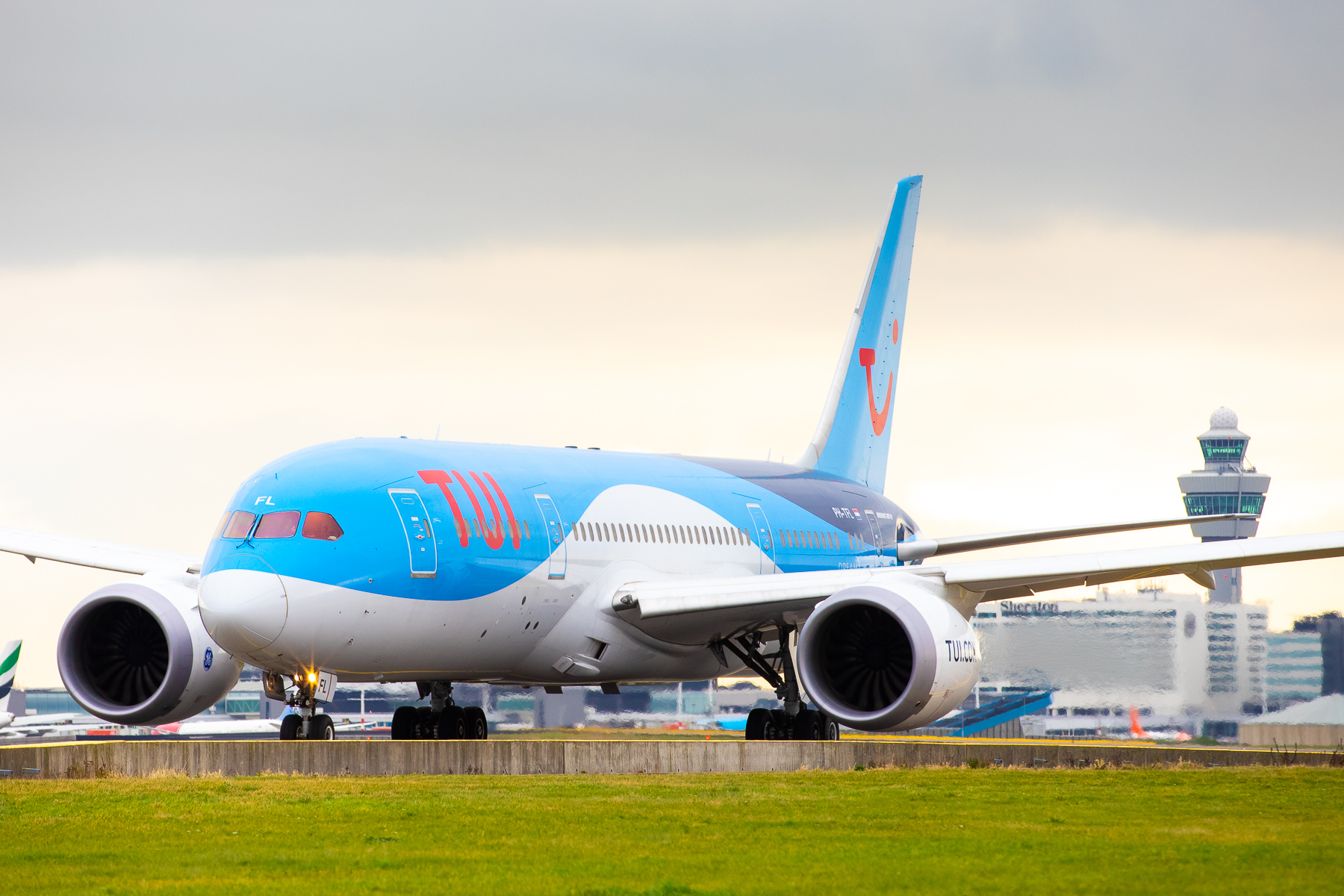
Jeden z samolotów Boeing 787-8 Dreamliner – TUIfly
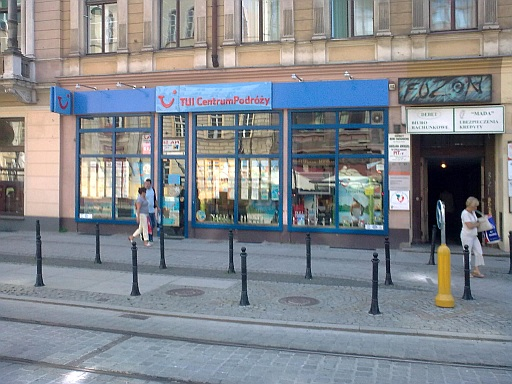
Centrum Podróży TUI we Wrocławiu